# ناحیه آو سبله (شهرستان روس‌کامن، میشیگان)
ناحیه آو سبله (به انگلیسی: Au Sable Township) یک منطقهٔ مسکونی در ایالات متحده آمریکا است که در شهرستان راسکومون، میشیگان واقع شده‌است.
 ناحیه آو سبله  ۲۵۵ نفر جمعیت دارد و ۳۵۰ متر بالاتر از سطح دریا واقع شده‌است.